# Pietro Marcello (vescovo)
Pietro Marcello (Venezia, 1376 circa – Padova o monastero del monte Venda, inizio del 1428) è stato un vescovo cattolico e umanista italiano.

## Biografia
Patrizio figlio di Francesco Marcello e di una Maddalena, fu spesso confuso con personaggi omonimi. Si formò, forse, presso la scuola di Giovanni Conversini e studiò diritto all'Università di Bologna, pur non raggiungendo la laurea. Nella città felsinea fu in rapporto con Zaccaria Trevisan (peraltro suo parente) e Pier Paolo Vergerio; secondo Remigio Sabbadini avrebbe soggiornato anche a Firenze, dove avrebbe studiato il greco con Emanuele Crisolora.
Nel frattempo intraprendeva la carriera ecclesiastica: nel 1397 fu nominato titolare del canonicato di Parenzo e due anni dopo diveniva vescovo di Ceneda (con una dispensa vista la giovane età). Vi si trasferì con tutta la famiglia, ma vi soggiornò in modo discontinuo, tornando spesso a Venezia dove sperava di ottenere qualche incarico civile; nel 1405, in effetti, fu inviato con Zaccaria Trevisan in ambasceria a Genova.
Grazie a un epistolario intrattenuto con Antonio da Romagno, sappiamo che durante il periodo cenedese il Marcello si era appassionato alle opere dei classici; in particolare, diffuse le Epistulae ad Atticum di Cicerone tra gli umanisti veneti, dei quali si citano Gasparino Barzizza, Guarino Guarini e Francesco Barbaro.
Nel 1409 fu nominato vescovo di Padova. Il trasferimento fu l'occasione per riprendere gli studi giuridici e nel 1413 conseguì la laurea presso l'università. Per quanto riguarda la sua attività ecclesiastica, compì una vasta opera di riforma rivolta ai monasteri della sua diocesi: si ricordano lo spostamento delle monache di San Prosdocimo a San Bernardo in Porciglia, l'unione del monastero di Santa Maria di Monselice con Santa Maria della Misericordia di Padova e la cacciata delle benedettine da San Giacomo di Monselice per trasferirvi la Congregazione di San Giorgio in Alga, da poco fondata.
Nel 1419 fu scomunicato per pochissimo tempo con il capitolo della diocesi, con il quale era in lite. Nello stesso anno con Prosdocimo Conti aveva denunciato Giovan Francesco Capodilista, ritenendolo infedele nei confronti della Serenissima. Nel 1425 fu risolta una lite con Niccolò d'Este attorno all'elezione della badessa del monastero del monte Gemola (ora Villa Beatrice d'Este).
In quanto vescovo di Padova era responsabile dell'università; in questa veste tenne un'orazione per celebrare l'elezione di Giovanni di Montebaroccio, nominato rettore dei giuristi. Fu pubblicata come Oratio domini Petri Marcelli episcopi Patavii in domini Iohannis de Montebarocio rectoratu habita da Donato Gallo.
Nel 1427 tentò di sottrarsi a un'epidemia di peste trasferendosi nel monastero di San Giovanni sul monte Venda, ma fu ugualmente colpito dal morbo, morendo all'inizio del 1428.
Oltre alla già citata orazione, di lui resta anche una lettera consolatoria inviata a Fantino Dandolo nel 1405. Secondo il Sabbadini, sue sarebbero pure alcune finte orazioni di Eschine, Demade e Demostene che la tradizione preferisce attribuire a Leonardo Bruni.

## Successione apostolica
La successione apostolica è:
- Vescovo Giovanni degli Uberti (1418)